# David Joy (Eisenbahningenieur)
David Joy (*  3. März 1825 in Leeds, Vereinigtes Königreich; † 15. März 1903 in Hampstead, Vereinigtes Königreich) war ein britischer Eisenbahningenieur.

## Leben

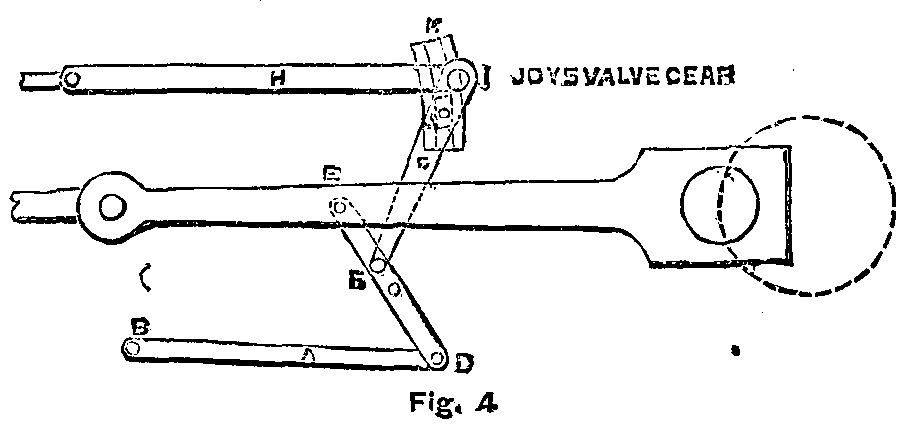
Elemente der Joy-Steuerung

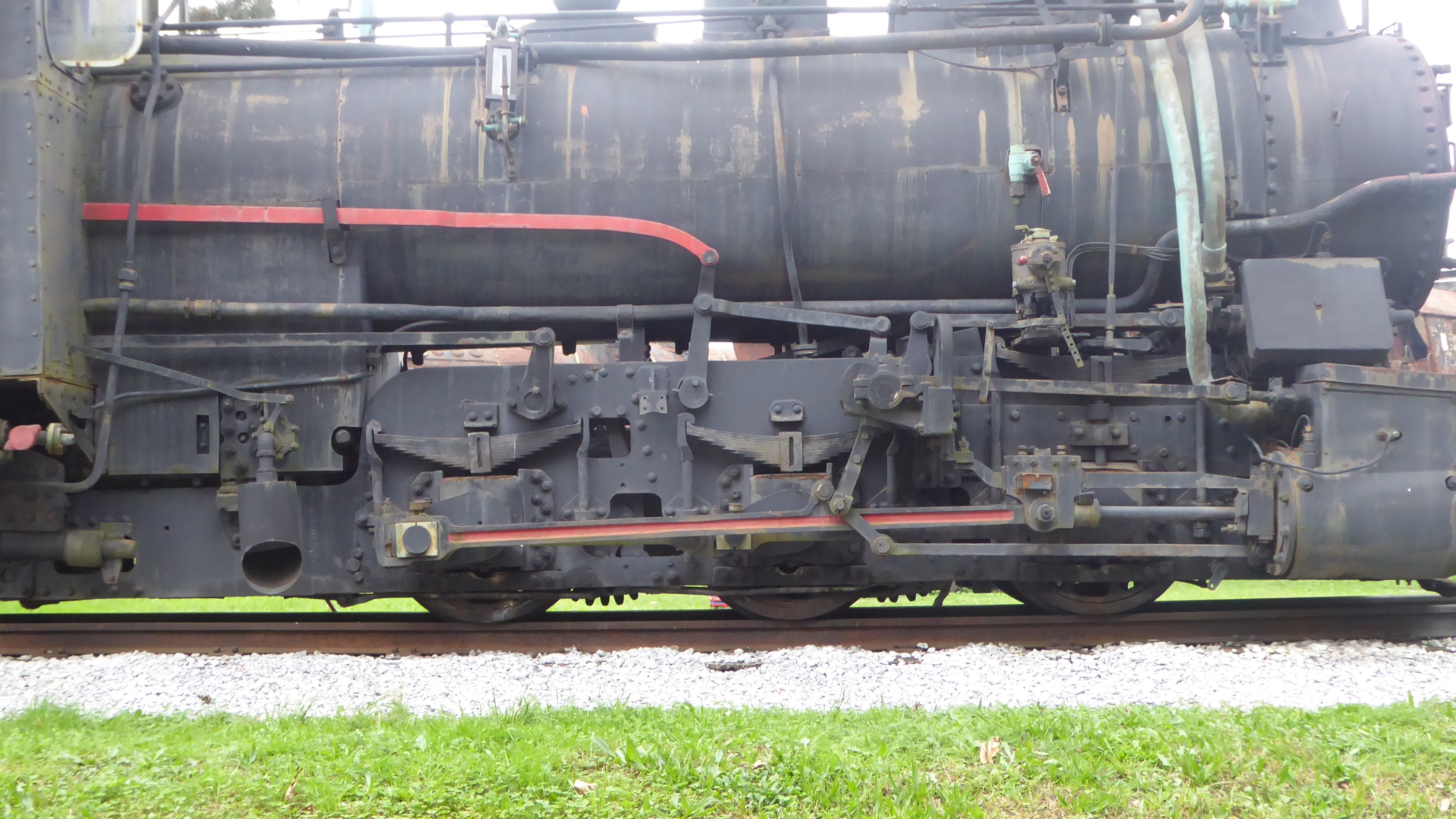
Joy-Steuerung am Außentriebwerk einer Zahnradbahnlokomotive der Reihe 97 der JDŽ

David Joy war einer der fünf Söhne des Ölmühlenbesitzers Edward Joy. Da er sich nicht für das väterliche Geschäft interessierte, begann er nach Abschluss der Schule 1841 eine Ausbildung beim Maschinenbauunternehmen Fenton, Murray and Jackson in Leeds. Nachdem dieses Unternehmen geschlossen worden war, wechselte er 1843 als Zeichner zu Shepherd and Todd’s Railway Foundry in Leeds. Während dieser Zeit war er als Chefzeichner an der Entwicklung der Dampflokomotive Jenny Lind für E. B. Wilson and Company beteiligt.
Ab 1850 arbeitete er als Maschinenmeister bei der Nottingham and Grantham Railway. 1853 wechselte er zur Oxford, Worcester and Wolverhampton Railway. Auch dort war er als Maschinenmeister bis 1856 tätig. Anschließend wechselte er wieder zur Railway Foundry in Leeds. In dieser Zeit entwickelte er Verbesserungen für die Dampfmaschinensteuerung und entwarf eine Dampfmaschine für Schiffe. Ab 1859 widmete er sich in Manchester und Middlesbrough dem Bau von Dampfhämmern und Brücken.
1867 heiratete David Joy und hatte mit seiner Frau drei Söhne und zwei Töchter.
Ab 1871 widmete er sich der Nutzung von Asche. 1874 begann er eine leitende Tätigkeit bei der Barrow Shipbuilding Co. in der Dampfkessel-Abteilung. 1876 wurde er Geschäftsführer dieses Unternehmens.
1879 wurde die von ihm entwickelte Joy-Steuerung für Dampfmaschinen in England patentiert und 1882 in den USA. Diese kam in Dampflokomotiven und Dampfschiffen zum Einsatz. 1882 gründete Joy gemeinsam mit seinen Söhnen ein ingenieurtechnisches Beratungsunternehmen. Er entwickelte in dieser Zeit seine Dampfmaschinensteuerung weiter. Außerdem konstruierte er unter anderem einen Revolver sowie eine hydraulische Windlade für Orgeln. Die Orgeln in der Leeds Town Hall und im Kristallpalast waren mit seiner Technik ausgestattet.
1885 erhielt er auf der International Inventions Exhibition eine Goldmedaille für die Entwicklung der Steuerung einer Dreifach-Expansions-Dampfmaschine mit nur zwei Steuermechanismen. Diese Ausführung wurde unter anderem auch beim Bau von Antrieben von Kriegsschiffen eingesetzt.
Er starb am 15. März 1903 an einem Lungenödem.